# Amphithéâtre de Grand
Pour un article plus général, voir Amphithéâtre romain.
L'amphithéâtre de Grand est un amphithéâtre de l'époque gallo-romaine, situé à Grand, dans l'actuel département français des Vosges. Il s'agit du huitième plus grand amphithéâtre du monde romain. Il fait l'objet d'études archéologiques dans le cadre du Site archéologique de Grand. Construit à la fin du Ier siècle apr. J.-C., il pouvait accueillir environ 20 000 spectateurs, capacité témoignant de l'importance de la cité antique de Grand, dans la cité des Leuques. Il est classé dans la catégorie des semi-amphithéâtres par Jean-Claude Golvin.

## Situation
Il est situé dans la commune de Grand, dans le département des Vosges. Il est à l'extérieur du village, au sud de la route départementale D71e qui conduit à Midrevaux.
Il est situé à l'extérieur du rempart du Haut Empire romain et s'appuie sur les pentes d'un vallon peu profond et étroit, la combe de la Roche.

## Dispositions
L'amphithéâtre mesure 64,50 m dans son petit axe (nord-sud) et 148 m dans son grand axe (est-ouest), ce qui correspond à 500 pieds de 29,6 cm. Il s'agit d'un amphithéâtre conçu avec une arène elliptique complète entourée de cavea dont les parties supérieures n'ont été construites qu'au sud, ce qui explique qu'il a longtemps été considéré comme un ouvrage mixte servant à la fois de théâtre et d'amphithéâtre.
La cavea est constituée de trois maeniana dont les gradins ont disparu. Au nord, elle est interrompue par une façade rectiligne parallèle au grand axe, qui était composée des gradins au milieu et de part et d'autre de cinq arcades aveugles qui suivent la pente des gradins ; deux de ces arcades subsistent encore à l'ouest.
L'arène repose sur le terrain naturel, elle mesure 34 m dans son petit axe (nord-sud) et 50,80 m dans son grand axe. Elle est entourée d'un podium à l'état de vestiges. De chaque côté du petit axe sont des sacella où ont été retrouvées une dédicace à Mars et des autels à Jupiter héliopolitain, Diane et Némésis,. On accède à l'arène en suivant les parodoi voûtées à l'origine par le couloir axial, ce dernier aboutit à quatre salles de service formant sas.
La maçonnerie est un blocage assisé dans un parement de moellons très réguliers de petit appareil à joints tirés au fer et peints en rouge. Le parement de la zone nord-est a été repris en grand appareil au IIIe siècle.

## Histoire

### Antiquité
L'amphithéâtre appartenait à l'agglomération de Grand ou Andesina, où un temple aurait été dédié au dieu guérisseur gallo-romain Apollon-Grannus, et qui aurait été édifié au Ier siècle.
Il avait une capacité de 16 000 à 20 000 places, et se classait ainsi parmi les dix amphithéâtres les plus vastes du monde romain, avec un grand axe de 148 mètres. L'édifice était en fait un semi-amphithéâtre, construit entre 80 apr. J.-C. et 140 apr. J.-C. en moellons de petit appareil.
Selon Dion Cassius, en 213 apr. J.-C., l'empereur Caracalla aurait visité le « sanctuaire » qui, pour l'occasion, eut droit à des travaux d'embellissement de l'amphithéâtre (réaménagement de la partie ouest en grand appareil). Il a été abandonné définitivement dans le dernier quart du IVe siècle.
Selon les Panégyriques latins, en 309 apr. J.-C., le futur empereur Constantin y aurait consulté son protecteur Apollon et l'aurait vu en songe, accompagné de la Victoire, lui offrant des couronnes de laurier, dont chacune lui aurait apporté le présage de trente années. L'empereur se serait détourné de son trajet lors d'un voyage à Trêves. Cette hypothèse, à l'instar de celle d'un passage de Caracalla à Grand, est fortement remise en question par les historiens contemporains.

### Fouilles et mise en valeur
Ce site antique est mentionné pour la première fois dans un texte du XIIe siècle du moine Rupert de Tuy.
Les premières observations archéologiques datent de 1760-1761, lorsque Le Gendre ingénieur des ponts et chaussées, rédigea une note décrivant un certain nombre de vestiges de Grand, notamment l'amphithéâtre. Entre 1820 et 1823, Jean-Baptiste Prosper Jollois, ingénieur des ponts et chaussées du département des Vosges, mena les premières fouilles méthodiques de l'amphithéâtre sur les parties latérales et méridionales. Jules Laurent et Félix Voulot firent des sondages respectivement en 1840 et 1880, cependant l'amphithéâtre n'était pas entretenu et servait de carrière de pierres pour la construction des maisons du village.
Les vestiges de l'amphithéâtre ont été classés au titre des monuments historiques en 1846.
Il fut fouillé par Édouard Salin et Roger Billoret entre 1963 et 1976, à la suite de la découverte d'un mur par des enfants du village. Les opérations sont d'abord conduites par de petites équipes d'écoliers sous la direction de leur instituteur, M. Févotte, puis par des volontaires de Jeunesse et Reconstruction et même par des détachements de l'armée, le tout sous la houlette de la Société d'archéologie lorraine.
En 1964, la décision d'utiliser le cloaque antique connu depuis les recherches de Jollois pour faire passer la canalisation d'évacuation des eaux usées du village de Grand a été le vrai départ du dégagement complet du monument sous la direction de Roger Billoret, alors directeur des Antiquités historiques de Lorraine. Pendant plusieurs années, les campagnes de fouilles se sont succédé, fouilles dont les résultats furent publiés régulièrement dans la revue Gallia.
Menées par la Conservation régionale de l’archéologie de Lorraine, ces fouilles concernent en tout premier lieu l’amphithéâtre, qui va être dégagé en totalité, mais également l’enceinte longue de 1 760 mètres qui ceinture une partie du sanctuaire, les quartiers d’habitation situés à l’extérieur de celle-ci, ainsi qu’un important réseau de galeries souterraines, long de 7 kilomètres, dont on a pensé tout d’abord qu’il servait à l’adduction d’eau,.
Les recherches menées sur ce réseau de galeries en 1990, dans le cadre d’une convention de mécénat technologique signée le 11 juillet 1989 entre l’État, le département des Vosges et la fondation EDF-Admitech, ont en fait démontré que les galeries appartenaient à un réseau karstique naturel aménagé à l’époque romaine afin d’en améliorer le débit hydraulique. Ces recherches, qui ont fait appel à des techniques de pointe (radar, magnétomètre à protons) semblables à celles déjà utilisées sur la pyramide de Khéops (Égypte), ont permis également de localiser le point de convergence de l’ensemble de ce réseau sur la place où une résurgence devait constituer le cœur du sanctuaire. Cette résurgence, qui se manifestait de manière épisodique, mais certainement très spectaculaire en période de surcharge du réseau, explique le choix du site comme lieu de culte dédié aux eaux salvatrices. C’est donc à Grand qu’il faudrait localiser le « plus beau temple du monde » cité dans le panégyrique de Constantin, où l’Empereur lui-même se serait rendu en 309 de notre ère. Les fouilles menées par les Services de l’archéologie de Lorraine, alliées aux prospections géophysiques réalisées par EDF, ont donc permis de renouveler totalement l’image que l’on se faisait du site,.

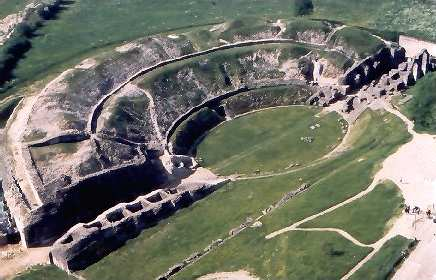
Les vestiges avant la pose des gradins.

Parallèlement, diverses séries de sondages ont été faites dans le cadre de l'étude du monument et en lien avec l'aménagement des gradins par l'architecte en chef des monuments historiques, Michel Goutal. Durant ces fouilles, 5 000 mètres cubes de terre (soit l'équivalent de 600 000 brouettes) sont enlevés.
Entre 1993 et 1995, une couverture de gradins en iroko lamellé-collé imputrescible a été installée dans un souci de protection des maçonneries gélives de la partie ouest de l'amphithéâtre exposées aux intempéries depuis les fouilles. À cette occasion, des prospections géophysiques ont également été réalisées autour de l’amphithéâtre, permettant une collecte d'information non destructive. Les gradins permettent de restituer le volume de l'amphithéâtre d’une part, et de lui rendre sa fonction originelle en offrant 4 500 places pour des spectacles d’autre part.

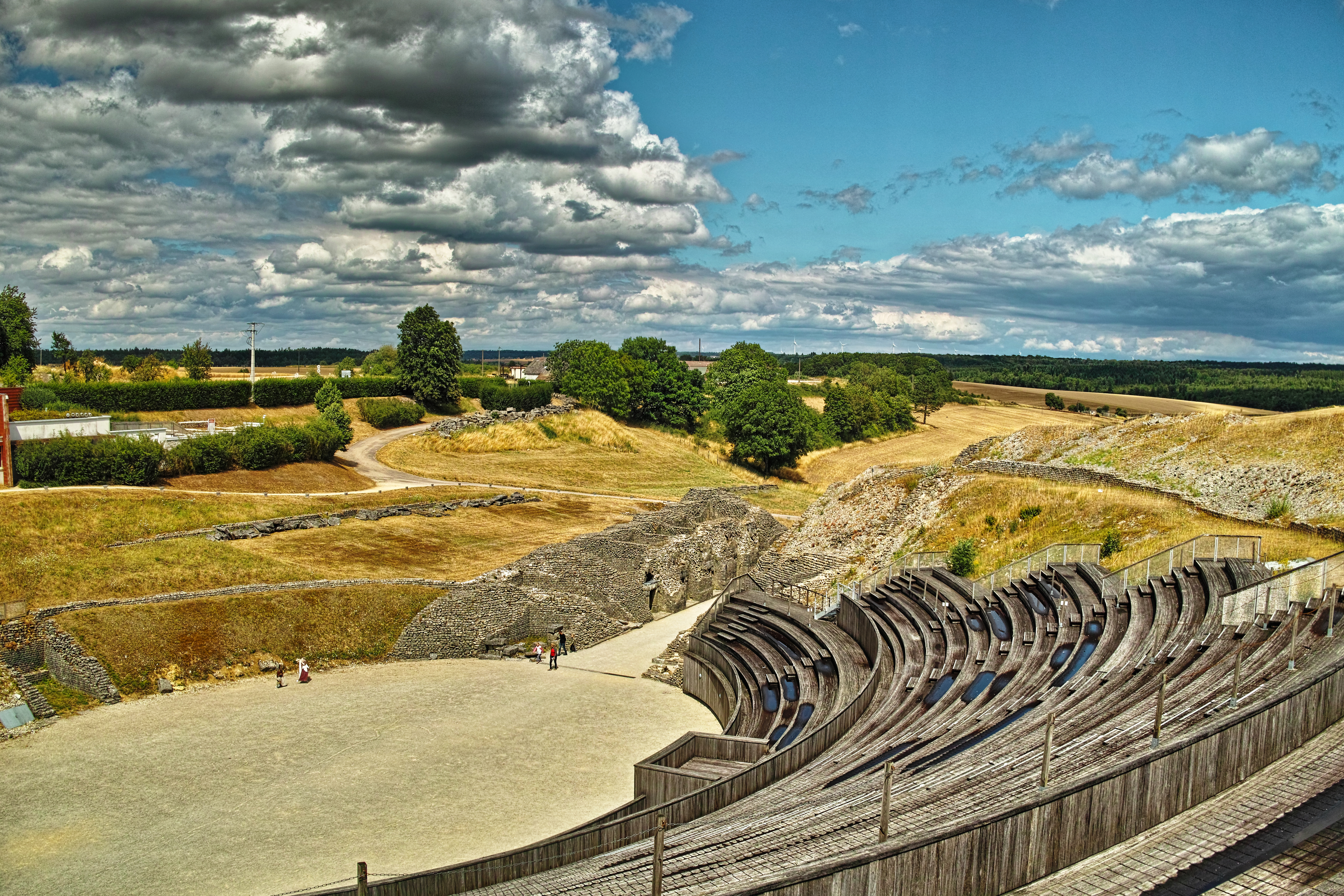
Vue nord-est de l'amphithéâtre (gradins et caveae).
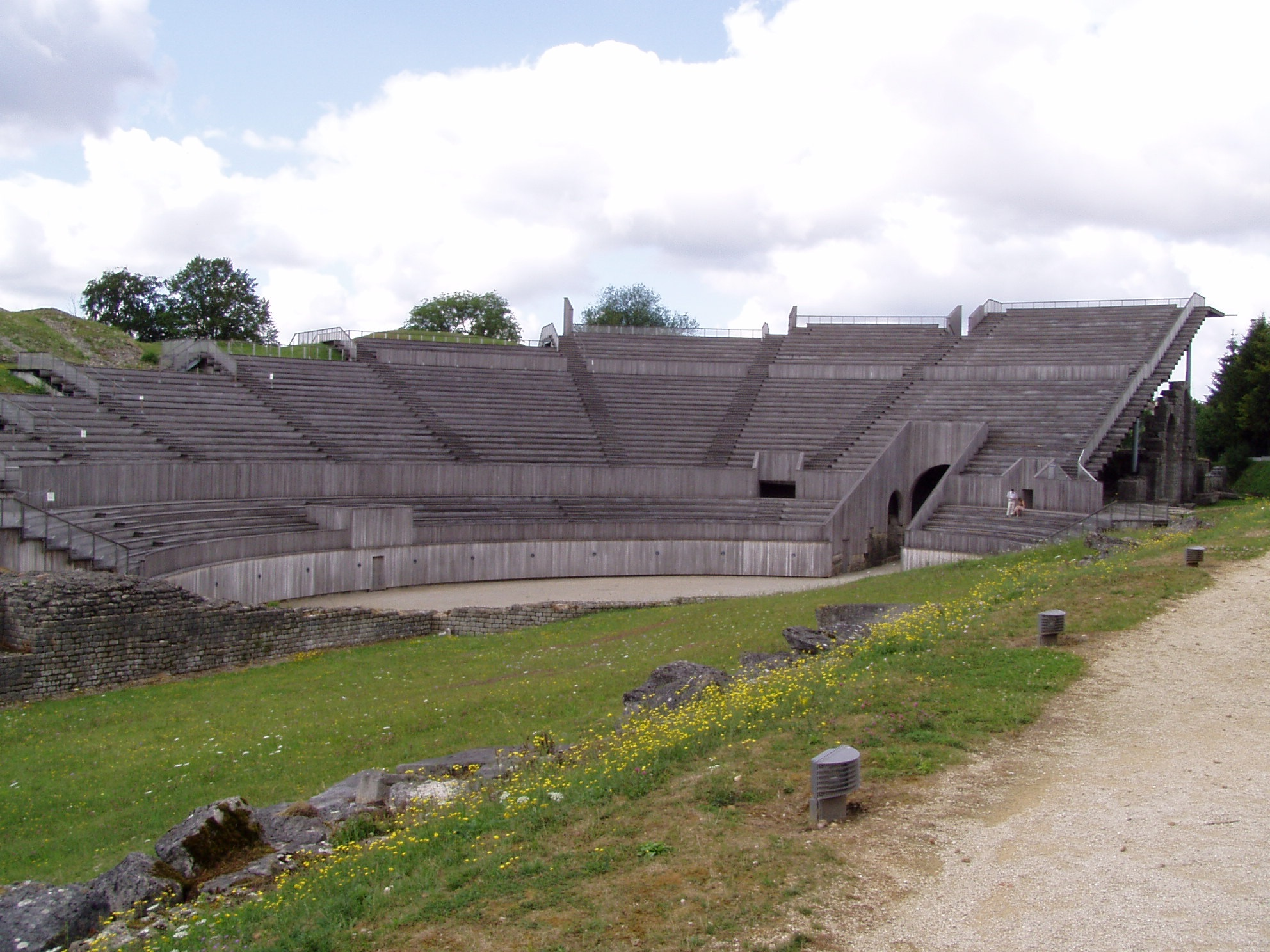
Vue générale de l'amphithéâtre.
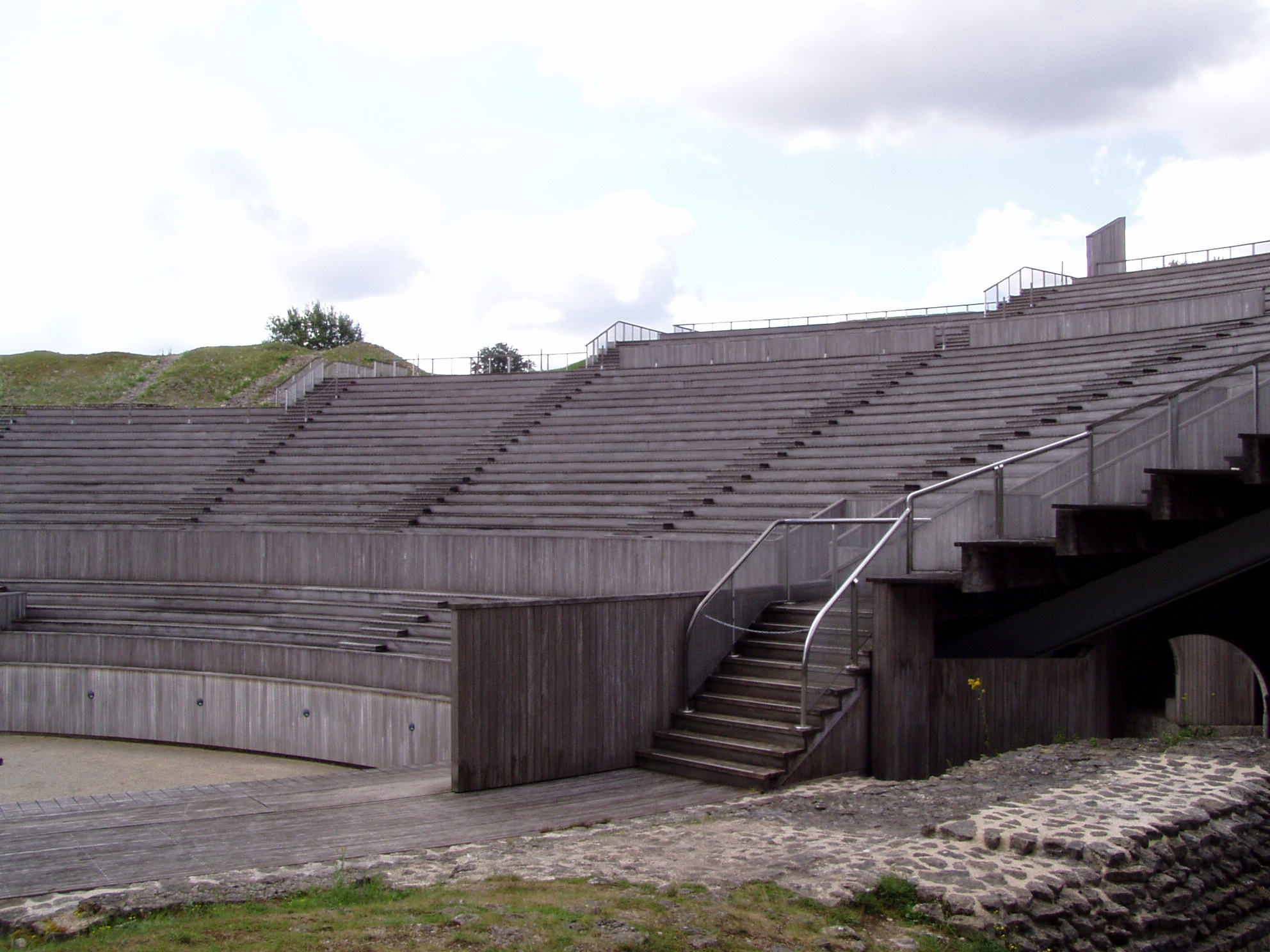
Vue partielle des gradins.
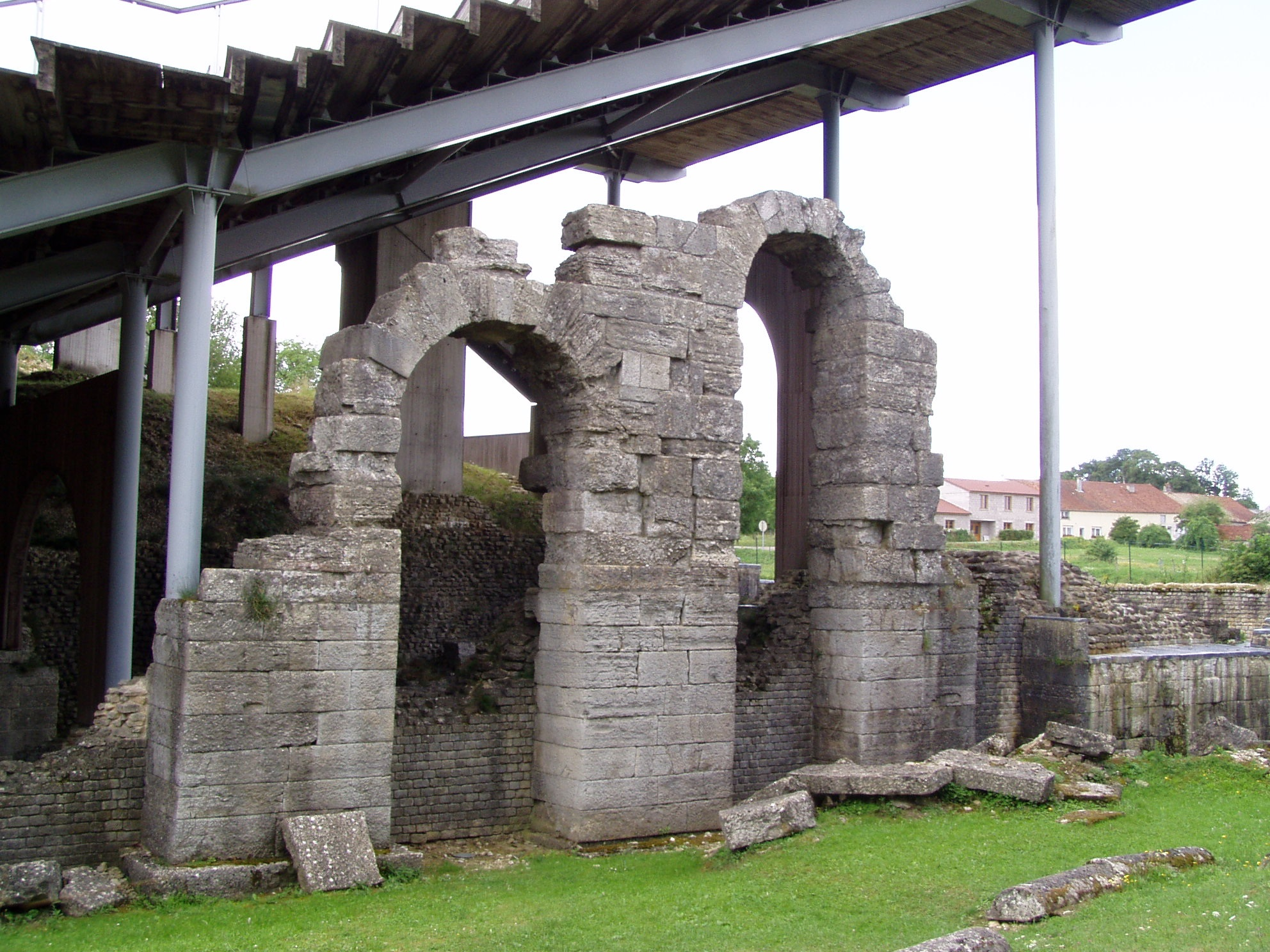
Arcades subsistantes de la façade nord.